# Sandy Martens
Pour les articles homonymes, voir Martens.
Sandy Martens, né le 23 décembre 1972 à Opbrakel, est un joueur de football belge. Il évoluait comme attaquant de pointe ou ailier.
Sandy Martens a été sélectionné à 11 reprises en équipe de Belgique entre 1999 et 2003. Il a inscrit 2 buts avec cette équipe.

## Clubs
- 1981-1993 : Olsa Brakel  Belgique[1]
- 1993-1999 : La Gantoise  Belgique
- 1999-2004 : FC Bruges  Belgique
- 2004-2007 : La Gantoise  Belgique
- 2007-2008 : KSK Beveren  Belgique
- 2008-2011 : K. SV Oudenaarde  Belgique